# 莫克里韋利奇基
51°36′49″N 30°46′46″E / 51.61361°N 30.77944°E
莫克里韋利奇基（烏克蘭語：Мокрі Велички），是烏克蘭北部的村莊，隸屬切爾尼希夫州的切爾尼希夫區。該村始建於1854年，面積0.38平方公里，海拔高度145米，2001年人口218，人口密度每平方公里573.7人。